# Peter Winter (Politiker)

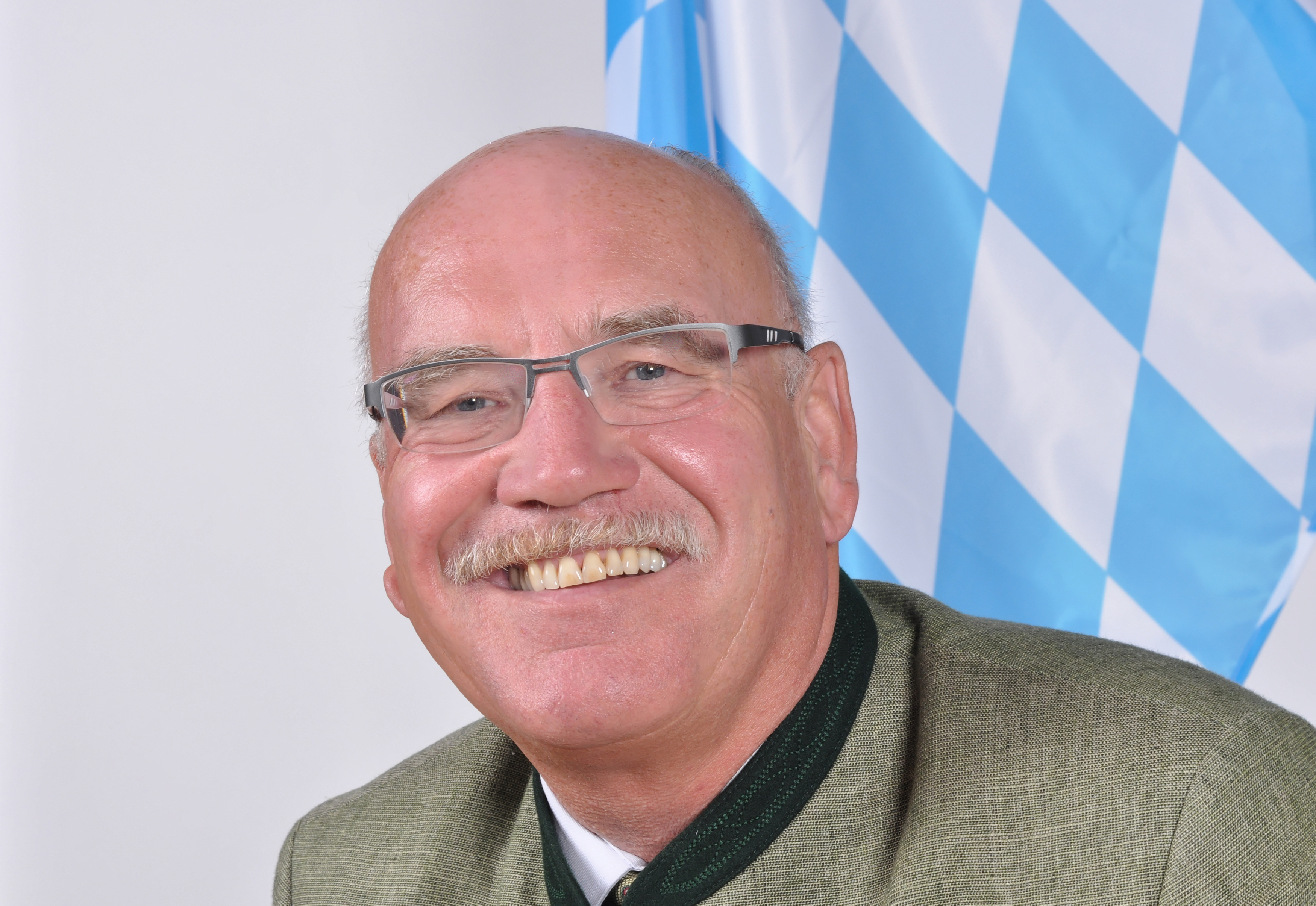
Peter Winter 2012

Peter Winter (* 2. April 1954 in Waldaschaff) ist ein bayerischer Politiker (CSU). Er war von 2003 bis 2018 Abgeordneter des Bayerischen Landtags.

## Ausbildung und Beruf
Winter besuchte von 1960 bis 1968 die Hauptschule Waldaschaff. Danach machte er von 1968 bis 1971 eine Lehre als Heizungs- und Lüftungsbauer. 1979 bis 1983 studierte er an der Akademie des Handwerks. Heute ist er als Landtagsabgeordneter tätig. Winter ist römisch-katholisch, verheiratet und hat drei Kinder.

## Politik
Winter gehört der CSU seit 1973 an. Von März 1984 bis zum Oktober 2003, als er in den Landtag wechselte, war er hauptamtlicher 1. Bürgermeister der Gemeinde Waldaschaff. Winter war seit Mai 1996 stellvertretender Landrat des Landkreises Aschaffenburg. Seit 1978 ist er Mitglied der Vorstandschaft CSU Ortsverband Waldaschaff und gehört seit 1988 der Kreisvorstandschaft Aschaffenburg der CSU an. Mittlerweile ist er dort Kreisvorsitzender. Darüber hinaus ist er Vorstandsmitglied der CSU-Landratsfraktion. Innerhalb des Landtages, dem er seit dem 6. Oktober 2003 angehört, war Winter von 2013 bis 2018 Vorsitzender im Haushaltsausschuss. Von 2008 bis 2018 war er direkt gewählter Vertreter des Stimmkreises Aschaffenburg-Ost. Nach der Landtagswahl 2018 schied er aus dem Landtag aus.

## Sonstige Ämter
Winter ist Präsident des bayerischen Blasmusikverbandes sowie des Blasmusikverbandes Vorspessart, ehrenamtlicher Aufsichtsratsvorsitzender der Raiffeisenbank Waldaschaff-Heigenbrücken und Ehrenvorsitzender der Freiwilligen Feuerwehr Waldaschaff.

## Ehrungen
- 2017: Bayerischer Verdienstorden[1]
- 1. Februar 2019: Bayerische Verfassungsmedaille in Silber
- 2022: Bundesverdienstkreuz am Bande